# Harley Benton

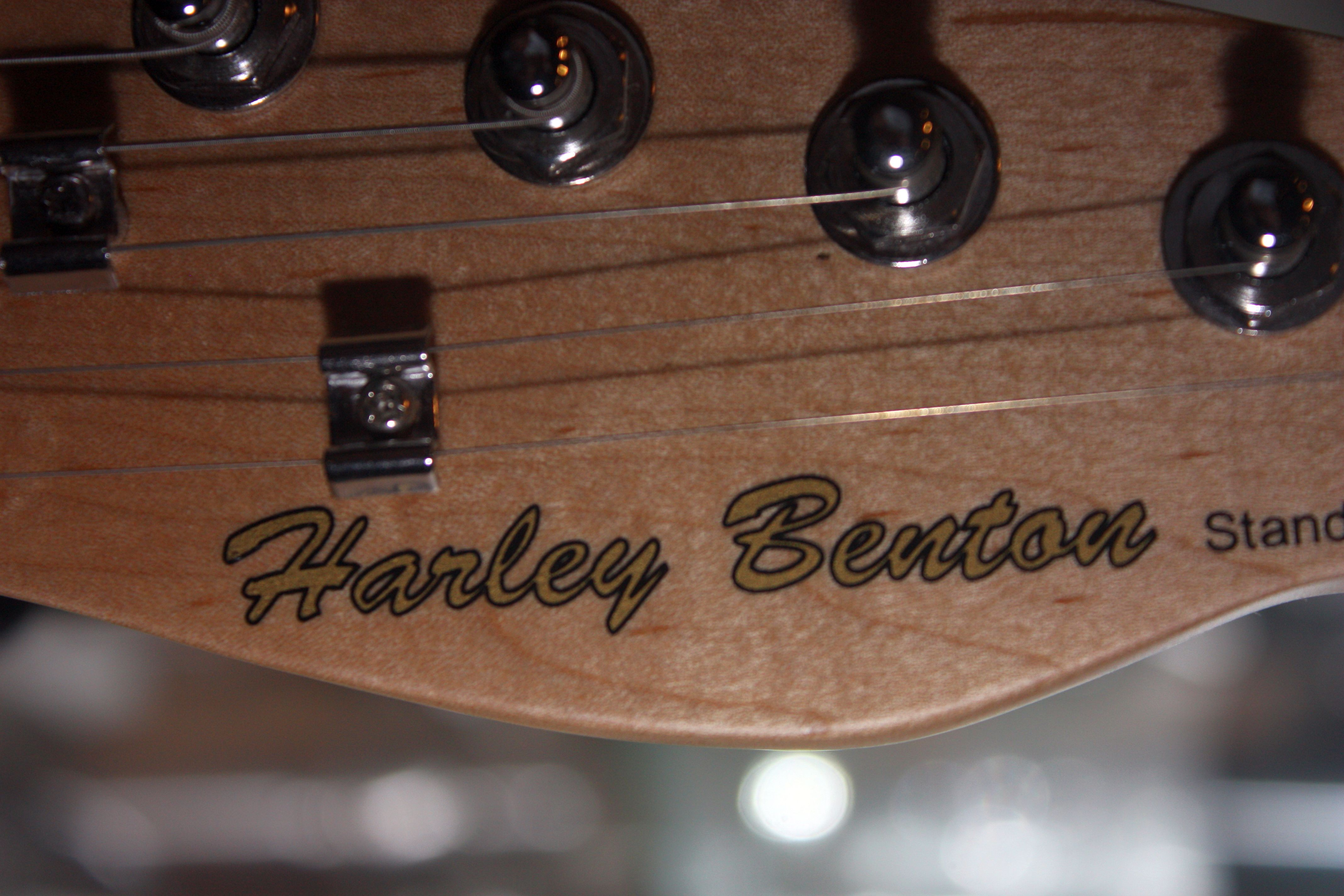
Harley Benton

Harley Benton – marka instrumentów strunowych, wzmacniaczy gitarowych i harmonijek ustnych firmy Musikhaus Thomann, dużego dystrybutora instrumentów i sprzętu audio z Bawarii. Marka jest generalnie skierowana na rynek budżetowy, starając się zapewnić instrumenty wyższej jakości niż zwykle w odpowiednich przedziałach cenowych. Większość produktów Harley Benton to różnego rodzaju gitary, w tym gitary basowe czy elektryczne. Poza swoją główną działalnością w zakresie gitar, linia instrumentów Harley Benton obejmuje również banjo, mandoliny, ukulele, harmonijki diatoniczne, skrzypce elektryczne, altówki elektryczne i gitary hawajskie. Harley Benton sprzedaje również wzmacniacze i pedały. Gitary Harley Benton są produkowane w około 20 fabrykach w Chinach, Indonezji i Wietnamie.